# TFF 1. Lig (1987/1988)
Sezon 1987/1988 był 30. sezonem o mistrzostwo Turcji. Drużyna Galatasaray SK obroniła tytuł mistrzowski, zdobywając dziewięćdziesiąt punktów w trzydziestu ośmiu meczach. Po sezonie spadły zespoły Denizlispor, Kocaelispor, Gençlerbirliği SK i Zonguldak Kömürspor.

## Drużyny
Po sezonie 1986/1987 z ligi spadły zespoły Antalyaspor i Diyarbakırspor, z trzech grup 2. Lig awansowały natomiast drużyny Karşıyaka, Adana Demirspor i Sakaryaspor.
| Uczestnicy poprzedniej edycji                                                                                 | Uczestnicy poprzedniej edycji | Uczestnicy poprzedniej edycji | Uczestnicy poprzedniej edycji |
| --- | ----------------------------- | ----------------------------- | ----------------------------- |
| GAL | Galatasaray SK                | 1                             |                               |
| BES | Beşiktaş JK                   | 2                             |                               |
| SAM | Samsunspor                    | 3                             |                               |
| TRA | Trabzonspor                   | 4                             |                               |
| FEN | Fenerbahçe SK                 | 5                             |                               |
| MAN | Malatyaspor                   | 6                             |                               |
| DEN | Denizlispor                   | 7                             |                               |
| ALT | Altay SK                      | 8                             |                               |
| ESK | Eskişehirspor                 | 9                             |                               |
| MKE | MKE Ankaragücü                | 10                            |                               |
| ZON | Zonguldak Kömürspor           | 11                            |                               |
| GEN | Gençlerbirliği SK             | 12                            |                               |
| ÇAY | Çaykur Rizespor               | 13                            |                               |
| SAR | Sarıyer                       | 14                            |                               |
| BOL | Boluspor                      | 15                            |                               |
| KOC | Kocaelispor                   | 16                            |                               |
| BUR | Bursaspor                     | 17                            |                               |
| Awans z TFF 2. Lig                                                                                            |                               |                               |                               |
| KAR | Karşıyaka                     |                               |                               |
| ADE | Adana Demirspor               |                               |                               |
| SAK | Sakaryaspor                   |                               |                               |
| Oznaczenia: - kolumna pierwsza – skróty nazw drużyn, - kolumna trzecia – miejsce zajęte w poprzednim sezonie. |                               |                               |                               |

## Tabela
| Lp. | Drużyna                 | M  | Z  | R  | P  | Bramki | Bramki | Różn. | Pkt | Uwagi                                |
| --- | ----------------------- | -- | -- | -- | -- | ------ | ------ | ----- | --- | ------------------------------------ |
| 1   | Galatasaray SK          | 38 | 27 | 9  | 2  | 86     | 35     | +51   | 90  | Puchar Europy • I runda              |
| 2   | Beşiktaş JK             | 38 | 22 | 12 | 4  | 68     | 29     | +39   | 78  | Puchar UEFA • I runda                |
| 3   | Malatyaspor             | 38 | 17 | 11 | 10 | 64     | 61     | +3    | 62  | Puchar Bałkanów • I runda            |
| 4   | Samsunspor              | 38 | 17 | 9  | 12 | 43     | 41     | +2    | 60  |                                      |
| 5   | Bursaspor               | 38 | 17 | 6  | 15 | 63     | 56     | +7    | 57  |                                      |
| 6   | Trabzonspor             | 38 | 16 | 9  | 13 | 57     | 51     | +6    | 57  |                                      |
| 7   | Karşıyaka               | 38 | 13 | 17 | 8  | 43     | 34     | +9    | 56  |                                      |
| 8   | Fenerbahçe SK           | 38 | 15 | 10 | 13 | 45     | 43     | +2    | 55  |                                      |
| 9   | Sarıyer                 | 38 | 12 | 16 | 10 | 60     | 51     | +9    | 52  |                                      |
| 10  | Adana Demirspor         | 38 | 16 | 4  | 18 | 59     | 64     | −5    | 52  |                                      |
| 11  | Sakaryaspor             | 38 | 14 | 9  | 15 | 54     | 67     | −13   | 51  | Puchar Zdobywców Pucharów • I runda1 |
| 12  | Altay SK                | 38 | 13 | 9  | 16 | 60     | 57     | +3    | 48  |                                      |
| 13  | MKE Ankaragücü          | 38 | 11 | 13 | 14 | 46     | 47     | −1    | 46  |                                      |
| 14  | Boluspor                | 38 | 13 | 7  | 18 | 45     | 52     | −7    | 46  |                                      |
| 15  | Eskişehirspor           | 38 | 11 | 13 | 14 | 45     | 53     | −8    | 46  |                                      |
| 16  | Çaykur Rizespor         | 38 | 13 | 7  | 18 | 37     | 56     | −19   | 46  |                                      |
| 17  | Denizlispor (S)         | 38 | 12 | 9  | 17 | 35     | 48     | −13   | 45  | Spadek do TFF 2. Lig                 |
| 18  | Kocaelispor (S)         | 38 | 6  | 16 | 16 | 44     | 61     | −17   | 34  | Spadek do TFF 2. Lig                 |
| 19  | Gençlerbirliği SK (S)   | 38 | 7  | 9  | 22 | 41     | 65     | −24   | 30  | Spadek do TFF 2. Lig                 |
| 20  | Zonguldak Kömürspor (S) | 38 | 6  | 9  | 23 | 37     | 61     | −24   | 27  | Spadek do TFF 2. Lig                 |